# NGC 4627
NGC 4627 este o galaxie eliptică situată în constelația Câinii de Vânătoare. A fost descoperită în 20 martie 1787 de către William Herschel. Se află la o distanță de 9,29 megaparseci de Pământ.